# Castejón de Monegros
Castejón de Monegros è un comune spagnolo di 665 abitanti situato nella comunità autonoma dell'Aragona.